# Gioiose
Le Gioiose o Associazione Juventus Juvat, furono una associazione giovanile cattolica fondata a Genova nel 1905 dal pedagogista Mario Mazza, che si proponeva di offrire alla gioventù un ambiente sano di crescita e di formazione, sia in senso professionale che spirituale. L'istituzione anticipò in Italia di qualche anno alcune idee del metodo Scout di Robert Baden-Powell; confluirono poi nei Ragazzi Esploratori Italiani (REI) nel 1910, da cui uscirono nel 1913, quando furono ricostituite come associazione indipendente. A questo punto avevano assorbito pienamente il metodo scout (e meritano pertanto di essere contate fra le associazioni scout). Presero poi il nome di RECI (Ragazzi Esploratori Cattolici Italiani). Entrarono in trattative con il CNGEI per entrare in questa nuova associazione, ma quando le trattative fallirono, nel 1916 entrarono a far parte dell'Associazione Scautistica Cattolica Italiana (ASCI), appena costituita.